# Pulchranthus variegatus
Espèce
Classification APG IV (2016)
Synonymes
- Justicia variegata Aubl. - Basionyme
- Odontonema variegatum (Aubl.) Kuntze
- Thyrsacanthus variegatus (Aubl.) Nees[2]

Pulchranthus variegatus est une espèce de plantes à fleurs de la famille des Acanthaceae. C'est une plante herbacée présente dans le nord de l'Amérique du Sud.

## Histoire naturelle
En 1775, le botaniste Aublet propose la diagnose suivante : 
« JUSTICIA (variegata) foliis ovatis, floribus ſpicatis.   (Tabula 4.)

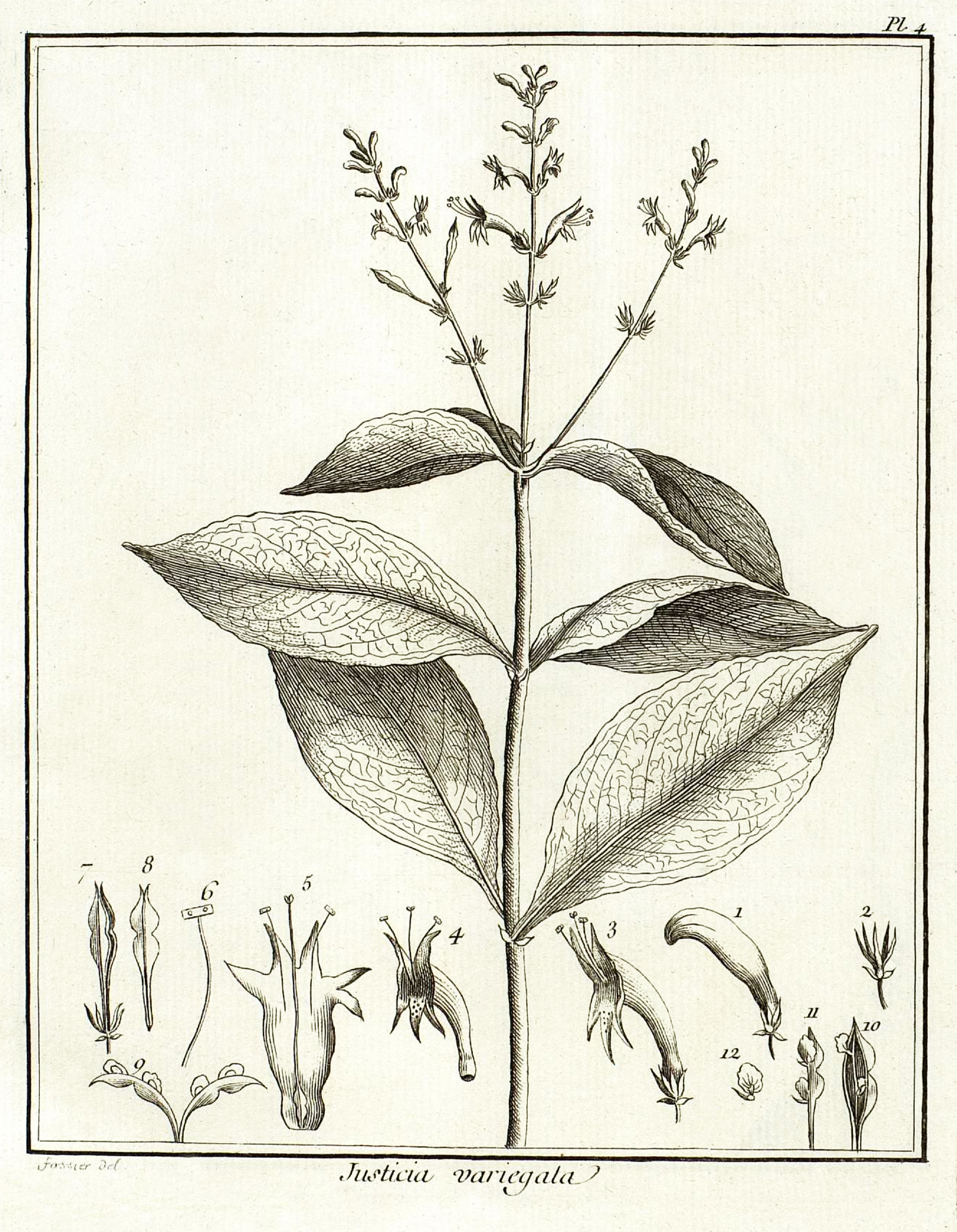
Pulchranthus variegatus par Aublet (1775) Planche 4. 1. Bouton de fleur. - 2. Calice garni de deux écailles. - 3. Fleur épanouie. - 4. Tube de la corolle. - 5. Corolle ouverte. piſtil Étamines. - 6. Étamine ſéparée. - 7. capſule avec le calice. - 8. capſule ſéparée. - 9. capſule qui s'ouvre avec élaſticité. - 10. Portion de capſule avec ſa cloiſon. - 11. Une cloiſon avec deux ſemences. - 12. Semence ſéparée.

Frutex ramoſus, quinquepedalis, ramis longis, rectis, cylindraceis. Folia ovata, acuta, glabra, integerrima, ſubſeſſilia. Flores ſpicati, terminales, verticillati ; verticillis quadri-floris; floribus utrinque binis, ſeſſilibus. Calix duobus bracteis minimis, ad baſim munitur. Corolla monopetala, alba, tubuloſa, incurva, ventricoſa, bilabiata ; labio ſuperiori bifido, erecto ; labio inferiori trifido, lobis latéralibus cæasruleis, inter-medio croceo, punctis violaceis aſperſo, omnibus acutis. Stamina; filamenta duo, ad faucem inſerta, ſub labio ſuperiori. Antheræ oblongæ, utrinque emarginatæ, bilocularæ, loculis remotis. Pistillum; germen oblongum, compreſſum, pedicellatum, utrinque in medium emarginatum. Stylus longus. Stigma bilamellatum. Pericarpium; capſula ovato-oblonga, acuta, compreſſa, utrinque in medio ſinuata, pedicellata, bivalvis ; valvulis ab apice ad baſim longitudinaliter, per medium, ungue élaſtico, dehiſcentibus, diſſepimento valvulis contrario. Semina quatuor, lenticularia. 
Florebat, fructumque ferebat Septembri. 

Habitat in ſylvis intra Tone-grande & Aroura. »

« LA CARMANTINE panachée. (PLANCHE 4.).
Cet arbrisseau a ſon tronc ligneux d'où s'élèvent des branches droites, & oppoſées : celles que j'ai vues, avoient trois pieds de hauteur, mais ce n'étoit que des branches qui avoient repouſſé ſur un tronc coupe a un pied au-deſſus de la terre. 
Les branches étoient cylindriques, vertes, liſſes, ligneuſes, caſſantes, garnies de feuilles vertes, molles, ovales, entières, oppoſées, diſpoſées en croix, étroites à leur baſe, terminées en pointe, & partagées dans leur longueur par une nervure ſaillante. 
Les fleurs naiſſent a l'extrémité des branches ſur des tiges menues, plus ou moins longues, qui à leur naiſſance ſortent du milieu de deux petites feuilles. Ces fleurs ſont deux à deux, opposées & diſpoſées par étages écartés les uns des autres. 
Le calice eſt garni à ſa baſe de deux petites écailles. Il eſt partagé profondément en cinq parties vertes, longues, étroites & aiguës. 
La corolle eſt d'une ſeule pièce irrégulière. c'eſt un tuyau renflé & étranglé à ſa baſe, courbe dans ſon milieu, évaſé a ſon limbe qui s'ouvre à deux lèvres, donc la ſupérieure eſt blanche, droite, diviſée en deux, & l'inférieure rabaiſſée & partagée en trois lobes aigus: celui qui occupe le centre, eſt jaune, marqué de ſept à huit points violets ; & les deux latéraux ſont de couleur bleue, qui ſe perd dans le blanc. La corolle eſt attachée au fond du calice près de la naiſſance du piſtil.
Les étamines ſont au nombre de deux, attachées à la paroi interne du tube au-deſſous de la lèvre ſupérieure. Le filet eſt long, grêle, blanc, relevé le long de la lèvre ſupérieure qu'il déborde : il eſt charge d'une anthère mobile dont les deux bourſes ſont écartées l'une de 1'autre. 
Le pistil eſt un ovaire oblong, comprimé, ſurmonté d'un style blanc plus long que les étamines, & qui eſt terminé par un stigmate à deux lames.
L'ovaire devient une capſule sèche, ovale, comprimée, plus longue, plus grêle en ſa partie inférieure, & terminée en pointe : elle porte une échancrure ſur chaque côte vers ſon bout ſupérieur, ce qui lui donne une forme approchante d'un violon. Cette capſule s'ouvre avec élaſticité depuis ſa pointe juſqu'à ſa baſe : elle eſt à deux loges, dont la cloiſon mitoyenne ſe partage également. lorſque la capſule s'ouvre, elle contient quatre semences plates, arrondies, & un peu raboteuſes. 
ITOUBOU eſt le nom que les Galibis donnent à cette plante & à pluſieurs autres eſpèces de ce genre. 
Je n'ai trouvé cet arbriſſeau qu'une ſeule fois en paſſant dans les bois entre Tone-grande & Aroura : il étoit en fleur & en fruit au mois de Septembre. »